# فرمان اجرایی ۶۱۰۲
فرمان اجرایی ۶۱۰۲ فرمان اجرایی رئیس‌جمهور ایالات متحده آمریکا بود که در ۵ آوریل ۱۹۳۳ توسط رئیس جمهور فرانکلین روزولت امضاءشد و «احتکار سکه طلا، شمش طلا، و حواله طلا را درون ایالات متحدهٔ قاره‌ای ممنوع کرد.» این فرمان مالکیت طلای پولی را توسط هر فرد، شراکت، انجمن یا شرکتی جرم اعلام کرد.

## علت
دلیل اعلام شده برای فرمان این بود که «احتکار» طلا، اوقات سختی را موجب شده، رشد اقتصادی را کند و رکود را بدتر کرده بود. نیویورک تایمز یک روز بعد با تیتر «احتکار طلا،» «فرمان اجرایی دیروز رئیس جمهور هشدارهای قبلی او را تقویت و تشریح می‌کند» منتشر شد. این فرمان احتکار سکه طلا یا نقره را با مجازات ۱۰ هزار دلاری و تا پنج یا ده سال زندان مواجه کرد.

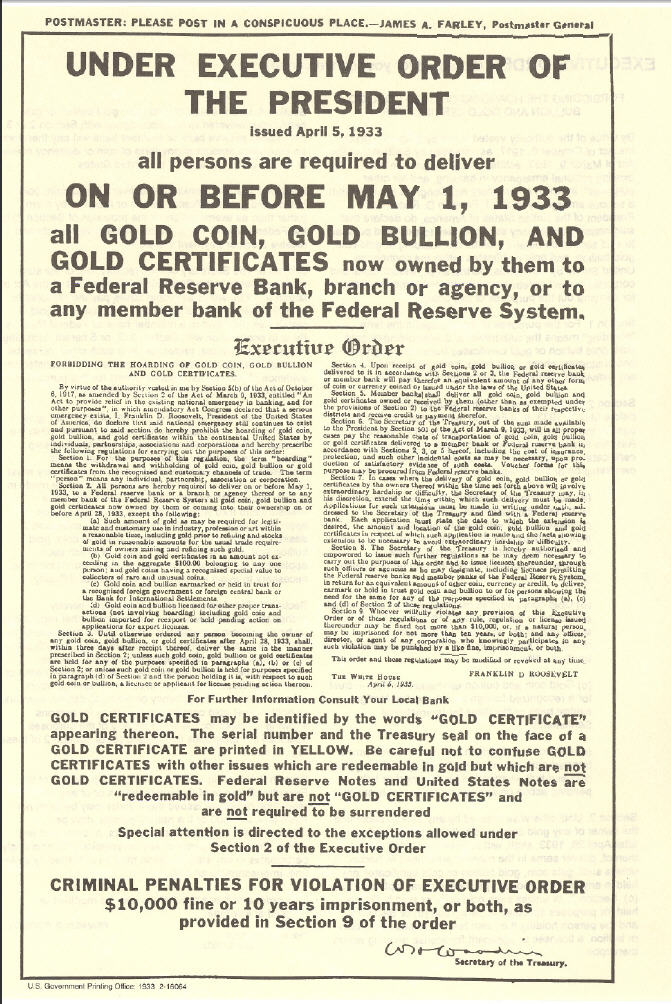
فرمان اجرایی ۶۱۰۲